# Angeliki Tsiolakudi
Angeliki Tsiolakudi (ur. 10 maja 1976) – grecka lekkoatletka specjalizująca się w rzucie oszczepem.
Dwa razy reprezentowała Grecję w igrzyskach olimpijskich - Sydney 2000 oraz Ateny 2004. Czterokrotnie uczestniczyła w mistrzostwach świata -  Ateny 1997, Edmonton 2001, Paryż 2003 oraz Helsinki 2005. Piąta zawodniczka mistrzostw Europy, które w 2002 roku odbyły się w Monachium. Trzykrotna medalistka igrzysk śródziemnomorskich. Wielokrotna reprezentantka Grecji m.in. w pucharze Europy. Rekord życiowy: 63,14 (8 sierpnia 2002, Monachium).

## Osiągnięcia
| Rok  | Impreza                        | Miejsce     | Lokata            |
| ---- | ------------------------------ | ----------- | ----------------- |
| 1995 | Mistrzostwa Europy juniorów    | Nyíregyháza | 3. miejsce        |
| 1997 | Igrzyska śródziemnomorskie     | Bari        | 3. miejsce        |
| 1997 | Mistrzostwa świata             | Ateny       | el. - 14. miejsce |
| 2000 | Igrzyska olimpijskie           | Sydney      | el. - 10. miejsce |
| 2001 | Mistrzostwa świata             | Edmonton    | 8. miejsce        |
| 2001 | Uniwersjada                    | Pekin       | 4. miejsce        |
| 2001 | Igrzyska śródziemnomorskie     | Rades       | 2. miejsce        |
| 2002 | Mistrzostwa Europy             | Monachium   | 5. miejsce        |
| 2003 | Mistrzostwa świata             | Paryż       | el. - 10. miejsce |
| 2004 | Superliga pucharu Europy       | Bydgoszcz   | 1. miejsce        |
| 2004 | Igrzyska olimpijskie           | Ateny       | el. - 8. miejsce  |
| 2005 | Igrzyska śródziemnomorskie     | Almería     | 1. miejsce        |
| 2005 | Mistrzostwa świata             | Helsinki    | 8. miejsce        |
| 2005 | Światowy finał lekkoatletyczny | Monako      | 7. miejsce        |
| 2006 | Mistrzostwa Europy             | Göteborg    | el. - 11. miejsce |